# Вестоверлединген
Вестоверлединген (нем. Westoverledingen) — община в Германии, в земле Нижняя Саксония.
Входит в состав района Лер. Население составляет 19 828 человек (на 31 декабря 2010 года). Занимает площадь 111,9 км².
Коммуна подразделяется на 14 сельских округов.
| Год  | Население |
| ---- | --------- |
| 1990 | 16 709    |
| 1995 | 17 885    |
| 2000 | 19 398    |
| 2005 | 20 081    |
| 2010 | 19 915    |